# Onosma echioides
Onosma echioides är en strävbladig växtart som beskrevs av Carl von Linné. Onosma echioides ingår i släktet Onosma och familjen strävbladiga växter.

## Underarter
Arten delas in i följande underarter:
- O. e. angustifolia
- O. e. canescens
- O. e. dalmatica
- O. e. echioides

## Bildgalleri

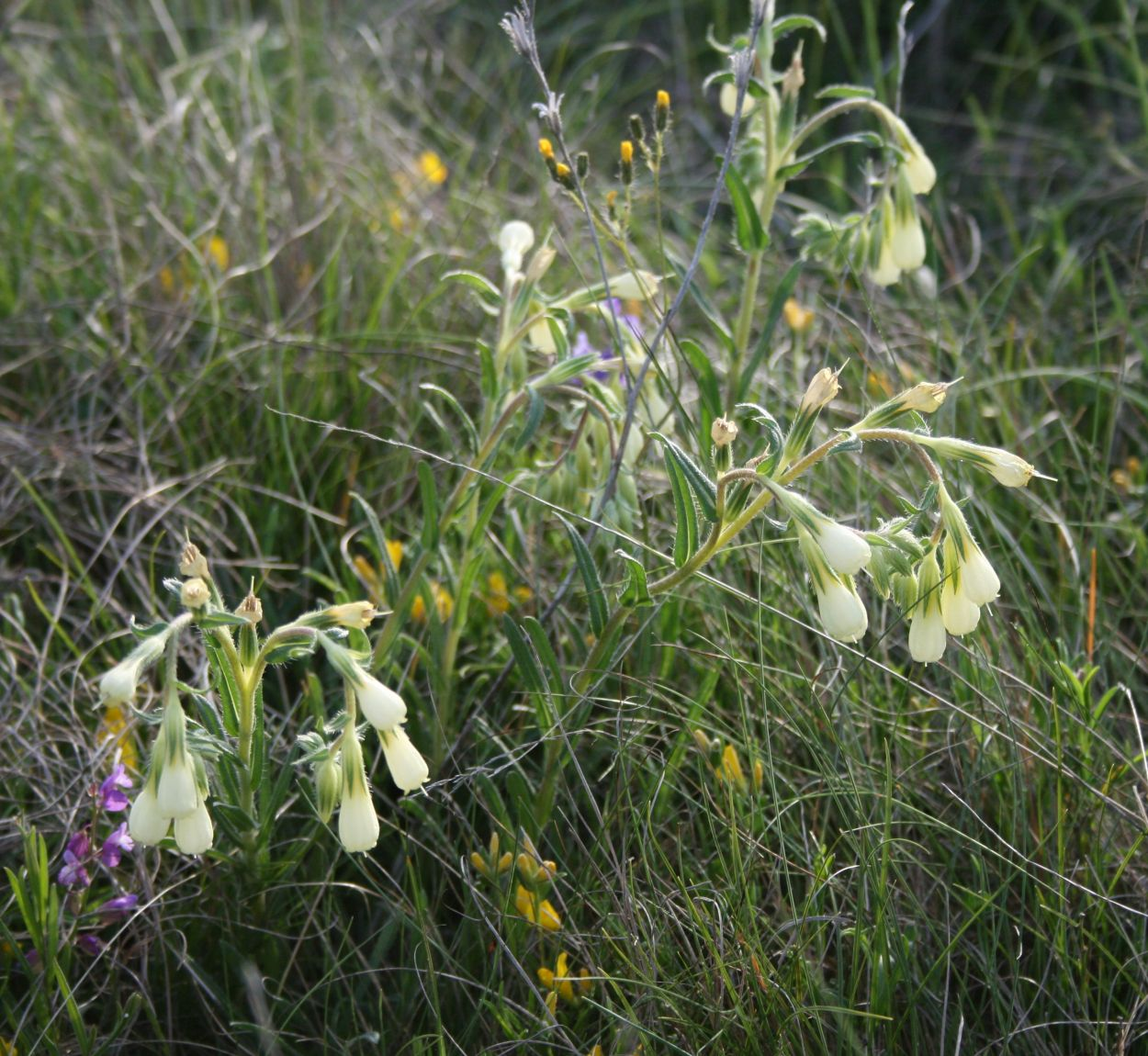
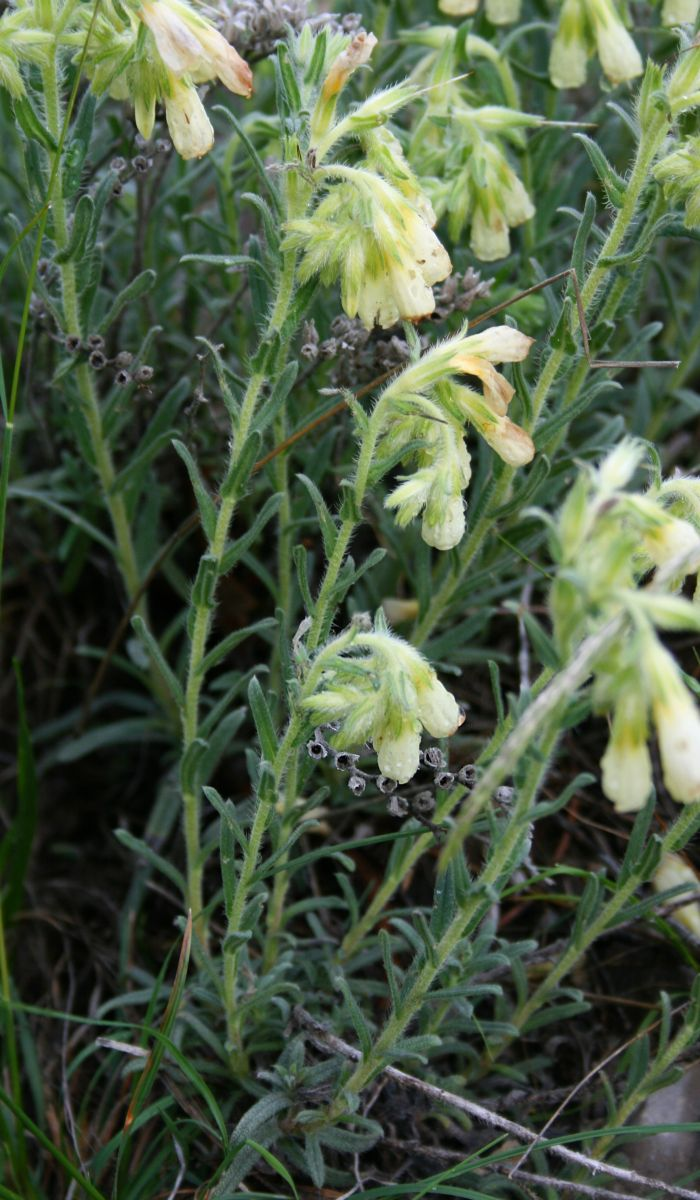
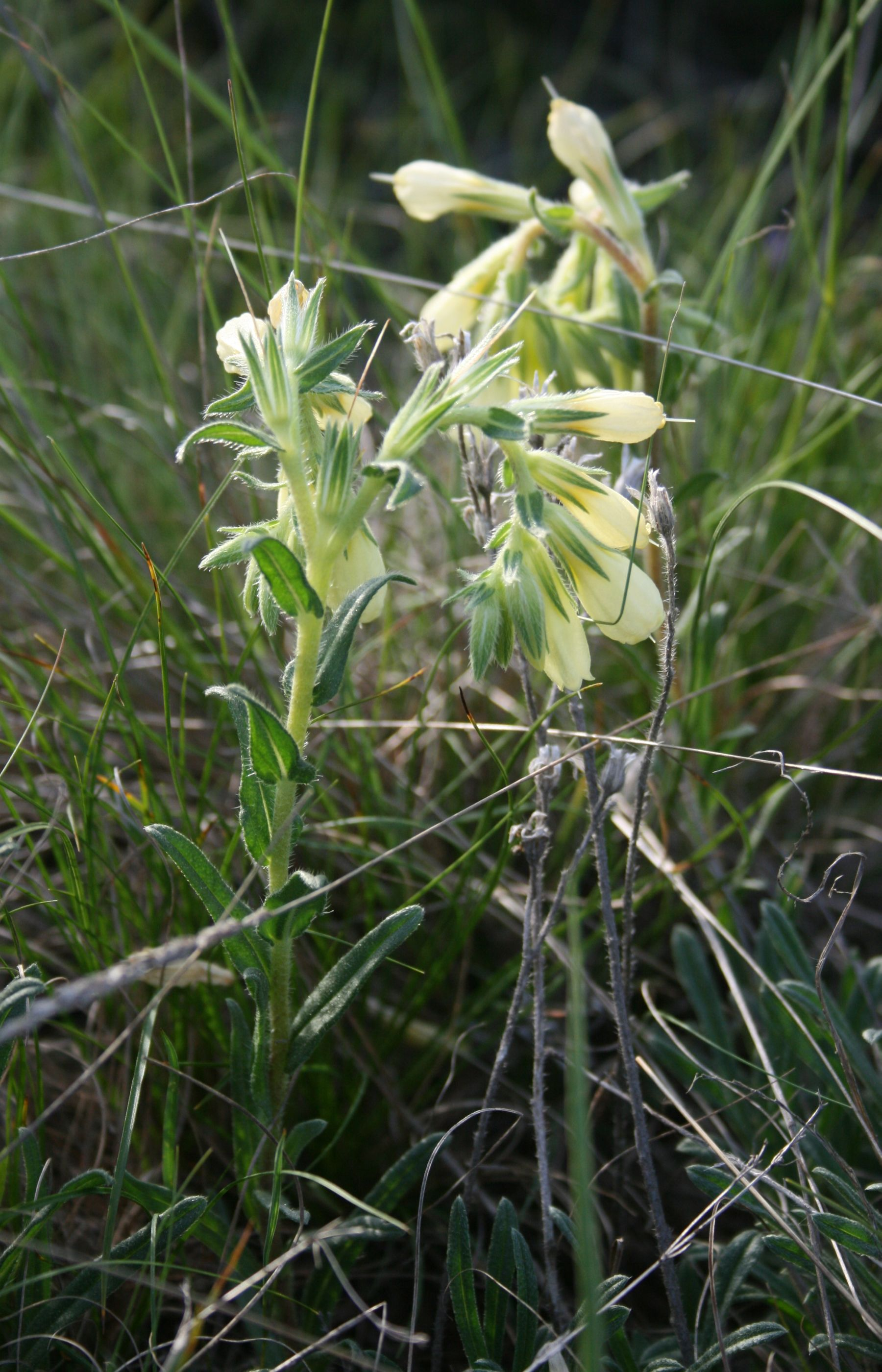
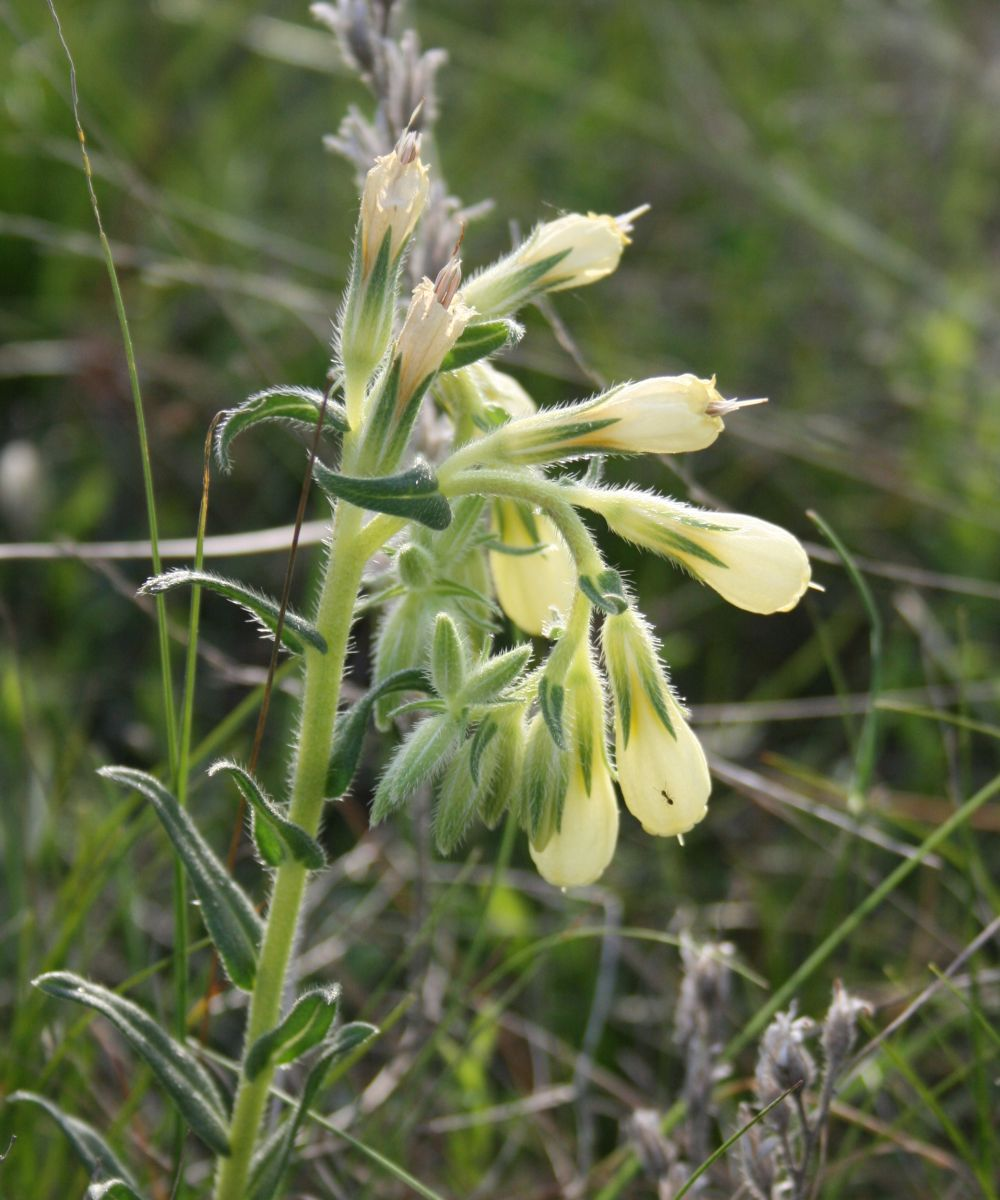